# Allotria
Allotria là một chi bướm đêm thuộc họ Erebidae.

## Các loài
- Allotria elonympha (Hübner, 1818)